# Ange Vierge
Ange Vierge (アンジュ・ヴィエルジュ Anju Vieruju?) es un juego de cartas coleccionables japonés publicado por Fujimi Shobō y Media Factory, dos compañías de la marca de Kadokawa Corporation. Fue inicialmente anunciado en 2013. La franquicia tiene una canción lema interpretada por L.I.N.K.s, un grupo compuesto por las Seiyū Yūka Aisaka, Mai Ishihara, Nozomi Yamamoto, Rie Takahashi, y Yoshiko Ikuta.
Una serie de manga titulada Ange Vierge Linkage por Mako Komao con arte por Sakaki Yoshioka fue serializada en la revista de manga shōnen Monthly Dragon Age de Fujimi Shobō entre 2014 y 2015, y fue compilado en dos volúmenes tankōbon. Una adaptación a anime por Silver Link se emitió desde el 9 de julio hasta el 24 de septiembre de 2016.

## Personajes

### Principales
Saya Sōgetsu (蒼月紗夜 Sougetsu Saya)
Seiyū: Minako Kotobuki
Almaria (アルマリア Arumaria)
Seiyū: Yumi Hara
Elel (エルエル Erueru)
Seiyū: Aki Toyosaki
Código Omega 77 Stella (コードΩ77ステラ Kōdo Ō 77 Sutera)
Seiyū: Rika Tachibana
Nair Lapucea (ナイア・ラピュセア Naia Rapyusea)
Seiyū: Sarah Emi Bridcutt
Amane Ayashiro (彩城天音 Ayashiro Amane)
Seiyū: Yukari Tamura

### Otros
Miumi Hinata (日向美海 Hinata Miumi)
Seiyū: Yuka Aisaka
Sofina (ソフィーナ Sofīna)
Seiyū: Mai Ishihara
Ruby (ルビー Rubī)
Seiyū: Yoshiko Ikuta
Código Omega 00 Yufiria (コードΩ00ユーフィリ Kōdo Omega 00 Yūfiria)
Seiyū: Rie Takahashi
Mayuka Sanagi (マユカ・サナギ Mayuka Sanagi)
Seiyū: Nozomi Yamamoto
Aoi Mikage (御影葵 Mikage Aoi)
Seiyū: Shizuka Itou
Remiel (レミエル Remieru)
Seiyū: Aoi Yuki
Código Omega 33 Karen (コードΩ33カレン Kōdo Omega 33 Karen)
Seiyū: Minori Chihara
Código Omega 46 Senia (コードΩ46セニア Kōdo Omega 46 Senia)
Seiyū: Kana Hanazawa
Ains Exaura (アインス・エクスアウラ Ainsu Ekusuaura)
Seiyū: Ayane Sakura
Ageha Sanagi (アゲハ・サナギ Ageha Sanagi)
Seiyū: Sumire Uesaka
Aurora (アウロラ Aurora)
Seiyū: Saori Hayami
Dr. Mihail (Dr.ミハイル Dr. Mihairu)
Seiyū: Mai Aizawa
Clara (クララKurara)
Seiyū: Saya Satō

## Lanzamiento

### Anime
Una adaptación a anime de Silver Link se emitió desde el 9 de julio hasta el 24 de septiembre de 2016. El opening es "Love is MY RAIL" interpretado por Konomi Suzuki y el ending es "Link with U" interpretado por L.I.N.K.s (Yūka Aisaka, Mai Ishihara, Nozomi Yamamoto, Rie Takahashi, y Yoshiko Ikuta).

#### Lista de episodios
| Núm. | Título                                                                                 | Fecha de emisión         |
| ---- | -------------------------------------------------------------------------------------- | ------------------------ |
| 1    | "Potencial inicial" "Hajimari no Kanōsei" (はじまりの可能性)                           | 10 de julio de 2016      |
| 2    | "Aquel que admiro" "Akogareno Senaka" (憧れの背中)                                     | 17 de julio de 2016      |
| 3    | "El poder de los vínculos" "Kizuna no Daishō" (絆の代償)                               | 24 de julio de 2016      |
| 4    | "Una flama que arde a través de la oscuridad" "Yami o Yaku Honō" (闇を灼く炎)          | 31 de julio de 2016      |
| 5    | "Pulso carmesí" "Guren no Myakudō" (紅蓮の脈動)                                        | 7 de agosto de 2016      |
| 6    | "Una sonrisa mentirosa" "Uso no Egao" (嘘の笑顔)                                       | 14 de agosto de 2016     |
| 7    | "Verdaderos amigos" "Hontō no Tomodachi" (本当のともだち)                              | 21 de agosto de 2016     |
| 8    | "La razón para amar" "Aishi-sa no Riyū" (愛しさの理由)                                 | 28 de agosto de 2016     |
| 9    | "Más rápido que nadie" "Dare Yori mo Hayaku" (誰よりも速く)                            | 3 de septiembre de 2016  |
| 10   | "Emociones esparcidas" "Koboreta Omoi" (零れた想い)                                    | 10 de septiembre de 2016 |
| 11   | "Posibilidad restante" "Nokosa Reta Kanōsei" (残された可能性)                          | 17 de septiembre de 2016 |
| 12   | "Yo, evolucionaré contigo" "Watashi wa, Anata to Shinka Suru" (私は、あなたと進化する) | 24 de septiembre de 2016 |